# Прока Дмитро Пилипович
Дмитро Пилипович Прока (23.02.1984—2.03.2022) — старший сержант Збройних Сил України, учасник російсько-української війни, що героїчно загинув під час російського вторгнення в Україну.

## Життєпис
Народився 23 лютого 1984 року в Золотоніському районі Черкаської області. Мешканець с. Зорівка Золотоніського району Черкаської області. Учасник АТО. Батько трьох дітей. 
Під час російського вторгнення в Україну був головним сержантом роти окремого розвідувального батальйону. Загинув 2 березня 2022 року в результаті ворожого обстрілу поблизу м. Запоріжжя. Похований у рідному селі Зорівці.

## Нагороди
- орден «За мужність» III ступеня (2022, посмертно) — за особисту мужність і самовіддані дії, виявлені у захисті державного суверенітету та територіальної цілісності України, вірність військовій присязі[3].

## Вшанування пам'яті
У місті Золотоноша є вулиця Дмитра Проки.